# Campeonato Mundial de Natação em Piscina Curta de 2021 - 100 m livre feminino
A prova dos 100 metros nado livre feminino do Campeonato Mundial de Natação em Piscina Curta de 2021 foi disputado entre 17 e 18 de dezembro de 2021, na Etihad Arena, em Abu Dhabi, nos Emirados Árabes Unidos.

## Recordes
Antes desta competição, os recordes mundiais e do campeonato nesta prova eram os seguintes:
|                       | Nome                | Nacionalidade | Tempo | Local    | Data                   |
| --------------------- | ------------------- | ------------- | ----- | -------- | ---------------------- |
| Recorde mundial       | Cate Campbell       | Austrália     | 50.25 | Adelaide | 26 de outubro de 2017  |
| Recorde do campeonato | Ranomi Kromowidjojo | Países Baixos | 51.14 | Hangzhou | 13 de dezembro de 2018 |

Os seguintes recordes mundiais ou do campeonato foram estabelecidos durante esta competição:
| Data           | Evento | Nome            | Nacionalidade | Tempo | Notas                 |
| -------------- | ------ | --------------- | ------------- | ----- | --------------------- |
| 18 de dezembro | Final  | Siobhán Haughey | Hong Kong     | 50.98 | Recorde do campeonato |

## Medalhistas
| Ouro                  | Prata                | Bronze               |
| Siobhán Haughey (HKG) | Sarah Sjöström (SWE) | Abbey Weitzeil (USA) |

## Resultados

### Eliminatórias
As eliminatórias ocorreram dia 17 de dezembro com um total de 85 nadadoras.
| Colocação | Bateria | Raia | Nadadora                    | Nacionalidade                   | Tempo   | Notas            |
| --------- | ------- | ---- | --------------------------- | ------------------------------- | ------- | ---------------- |
| 1         | 9       | 4    | Siobhán Haughey             | Hong Kong                       | 51.97   | Q                |
| 2         | 8       | 4    | Sarah Sjöström              | Suécia                          | 52.21   | Q                |
| 3         | 8       | 3    | Kayla Sanchez               | Canadá                          | 52.38   | Q                |
| 4         | 7       | 4    | Abbey Weitzeil              | Estados Unidos                  | 52.81   | Q                |
| 5         | 8       | 5    | Katarzyna Wasick            | Polónia                         | 52.98   | Q                |
| 6         | 9       | 5    | Freya Anderson              | Reino Unido                     | 53.02   | Q                |
| 7         | 7       | 5    | Marie Wattel                | França                          | 53.32   | Q                |
| 8         | 9       | 9    | Torri Huske                 | Estados Unidos                  | 53.34   | Q                |
| 9         | 9       | 6    | Michelle Coleman            | Suécia                          | 53.41   | Q                |
| 10        | 8       | 0    | Zhu Menghui                 | China                           | 53.47   | Q                |
| 11        | 9       | 2    | Lucy Hope                   | Reino Unido                     | 53.49   | Q                |
| 12        | 8       | 6    | Charlotte Bonnet            | França                          | 53.50   | Q                |
| 13        | 7       | 3    | Marrit Steenbergen          | Países Baixos                   | 53.51   | Q                |
| 14        | 7       | 6    | Julie Kepp Jensen           | Dinamarca                       | 53.63   | Q                |
| 15        | 8       | 1    | Rebecca Smith               | Canadá                          | 53.70   | Q                |
| 16        | 7       | 8    | Cheng Yujie                 | China                           | 53.86   | Q                |
| 17        | 9       | 8    | Janja Šegel                 | Eslovênia                       | 53.95   |                  |
| 18        | 6       | 4    | Laura Littlejohn            | Nova Zelândia                   | 53.96   |                  |
| 19        | 5       | 4    | Diana Petkova               | Bulgária                        | 54.05   |                  |
| 20        | 7       | 7    | Costanza Cocconcelli        | Itália                          | 54.07   |                  |
| 20        | 9       | 7    | Ekaterina Nikonova          | Federação Russa de Natação      | 54.07   |                  |
| 22        | 6       | 3    | Holly Barratt               | Austrália                       | 54.18   |                  |
| 23        | 6       | 1    | Kalia Antoniou              | Chipre                          | 54.29   | Recorde nacional |
| 24        | 8       | 2    | Kim Busch                   | Países Baixos                   | 54.32   |                  |
| 25        | 6       | 5    | Fanni Gyurinovics           | Hungria                         | 54.39   |                  |
| 25        | 8       | 7    | Fanny Teijonsalo            | Finlândia                       | 54.39   |                  |
| 27        | 6       | 8    | Farida Osman                | Egito                           | 54.42   | Recorde nacional |
| 28        | 7       | 2    | Annika Bruhn                | Alemanha                        | 54.50   |                  |
| 29        | 6       | 2    | Kim Seo-yeong               | Coreia do Sul                   | 54.83   |                  |
| 30        | 5       | 3    | Bianca Costea               | Roménia                         | 54.84   |                  |
| 31        | 9       | 0    | Danielle Hill               | Irlanda                         | 54.98   |                  |
| 32        | 9       | 1    | Julie Meynen                | Luxemburgo                      | 55.09   |                  |
| 33        | 7       | 1    | Marie Pietruschka           | Alemanha                        | 55.24   |                  |
| 34        | 6       | 6    | Jóhanna Elín Guðmundsdóttir | Islândia                        | 55.27   |                  |
| 35        | 6       | 7    | Ieva Maļuka                 | Letônia                         | 55.30   |                  |
| 36        | 5       | 2    | Amel Melih                  | Argélia                         | 55.34   | Recorde nacional |
| 37        | 6       | 0    | Jana Pavalić                | Croácia                         | 55.45   |                  |
| 38        | 7       | 9    | Nina Stanisavljević         | Sérvia                          | 55.52   |                  |
| 39        | 7       | 0    | Cornelia Pammer             | Áustria                         | 55.71   |                  |
| 40        | 5       | 6    | Maddy Moore                 | Bermudas                        | 55.72   |                  |
| 41        | 5       | 7    | Krystal Lara                | República Dominicana            | 55.81   | Recorde nacional |
| 42        | 5       | 8    | Inés Marín                  | Chile                           | 55.99   | Recorde nacional |
| 43        | 5       | 5    | Kornkarnjana Sapianchai     | Tailândia                       | 56.29   |                  |
| 44        | 5       | 1    | Mia Blazhevska Eminova      | Macedônia do Norte              | 56.55   |                  |
| 45        | 4       | 5    | María Schutzmeier           | Nicarágua                       | 56.97   |                  |
| 46        | 8       | 8    | Selen Özbilen               | Turquia                         | 57.07   |                  |
| 47        | 5       | 9    | Isabella Alas               | El Salvador                     | 57.22   | Recorde nacional |
| 48        | 3       | 5    | Batbayaryn Enkhkhüslen      | Mongólia                        | 57.25   |                  |
| 49        | 4       | 3    | Chloe Farro                 | Aruba                           | 57.57   |                  |
| 50        | 4       | 1    | Alison Jackson              | Ilhas Caimã                     | 57.70   |                  |
| 51        | 5       | 0    | Mònica Ramírez              | Andorra                         | 58.24   |                  |
| 52        | 4       | 0    | Leiya Istambouli            | Líbano                          | 58.52   |                  |
| 53        | 4       | 2    | Lina Khiyara                | Marrocos                        | 58.62   |                  |
| 54        | 1       | 2    | Alisa Bech Vestergård       | Ilhas Feroé                     | 58.83   |                  |
| 55        | 4       | 8    | Catarina Sousa              | Angola                          | 58.88   |                  |
| 56        | 4       | 7    | Jeanne Boutbien             | Senegal                         | 58.96   |                  |
| 57        | 1       | 7    | Tessa Ip Hen Cheung         | Ilhas Maurícias                 | 59.34   |                  |
| 58        | 4       | 6    | Colleen Furgeson            | Ilhas Marshall                  | 59.35   | Recorde nacional |
| 59        | 4       | 9    | Ani Poghosyan               | Armênia                         | 59.56   |                  |
| 60        | 3       | 1    | Aleka Persaud               | Guiana                          | 59.70   |                  |
| 61        | 4       | 4    | Gabriela Santis             | Guatemala                       | 59.93   |                  |
| 62        | 3       | 3    | Mariam Imnadze              | Geórgia                         | 1:00.12 |                  |
| 63        | 3       | 9    | Jehanara Nabi               | Paquistão                       | 1:00.37 |                  |
| 64        | 3       | 6    | Andela Antunović            | Montenegro                      | 1:00.52 |                  |
| 65        | 3       | 2    | Bhakthi Karunasena          | Sri Lanka                       | 1:01.32 |                  |
| 66        | 3       | 8    | Mona Kilani                 | Jordânia                        | 1:01.33 |                  |
| 67        | 3       | 0    | Mya de Freitas              | São Vicente e Granadinas        | 1:02.05 |                  |
| 68        | 1       | 0    | Viktoriia Kutuzova          | Quirguistão                     | 1:02.60 |                  |
| 68        | 3       | 7    | Fjorda Shabani              | Kosovo                          | 1:02.60 |                  |
| 70        | 2       | 5    | Khema Elizabeth             | Seicheles                       | 1:02.76 |                  |
| 71        | 2       | 6    | Anushiya Tandukar           | Nepal                           | 1:02.77 |                  |
| 72        | 2       | 3    | Ammara Pinto                | Malawi                          | 1:03.60 |                  |
| 73        | 2       | 1    | Ekaterina Bordachyova       | Tajiquistão                     | 1:03.93 |                  |
| 74        | 2       | 2    | Charissa Panuve             | Tonga                           | 1:03.95 |                  |
| 75        | 1       | 6    | Sonia Aktar                 | Bangladesh                      | 1:05.06 |                  |
| 76        | 1       | 1    | Jourdyn Adams               | Estados Federados da Micronésia | 1:05.25 |                  |
| 77        | 2       | 4    | Mineri Gomez                | Guam                            | 1:05.54 |                  |
| 78        | 1       | 3    | Asaka Litulumar             | Marianas Setentrionais          | 1:06.30 |                  |
| 79        | 2       | 7    | Nafissath Radji             | Benim                           | 1:06.31 |                  |
| 80        | 1       | 9    | Yuri Hosei                  | Palau                           | 1:09.57 |                  |
| 81        | 1       | 5    | Abbi Illis                  | São Martinho                    | 1:14.97 |                  |
| 82        | 2       | 9    | Imelda Ximenes Belo         | Timor-Leste                     | 1:15.12 |                  |
| 83        | 2       | 8    | Darcelle Ishimwe            | Burundi                         | 1:15.64 |                  |
| 84        | 1       | 4    | Haneen Ibrahim              | Sudão                           | 1:16.29 |                  |
| 85        | 1       | 8    | Naima-Zahra Amison          | Djibuti                         | 1:25.01 |                  |
| 86        | 2       | 0    | Ria Save                    | Tanzânia                        | DNS     |                  |
| 86        | 3       | 4    | Abiola Ogunbanwo            | Nigéria                         | DNS     |                  |
| 86        | 6       | 9    | Chan Zi Yi                  | Singapura                       | DNS     |                  |
| 86        | 8       | 9    | Nina Kost                   | Suíça                           | DNS     |                  |
| 86        | 9       | 3    | Barbora Seemanová           | Chéquia                         | DNS     |                  |

### Semifinal
A semifinal ocorreu dia 17 de dezembro.
| Colocação | Bateria | Raia | Nadadora           | Nacionalidade  | Tempo | Notas |
| --------- | ------- | ---- | ------------------ | -------------- | ----- | ----- |
| 1         | 1       | 4    | Sarah Sjöström     | Suécia         | 51.53 | Q     |
| 2         | 2       | 4    | Siobhán Haughey    | Hong Kong      | 51.82 | Q     |
| 3         | 2       | 3    | Katarzyna Wasick   | Polónia        | 52.28 | Q     |
| 3         | 2       | 5    | Kayla Sanchez      | Canadá         | 52.28 | Q     |
| 5         | 1       | 5    | Abbey Weitzeil     | Estados Unidos | 52.29 | Q     |
| 5         | 2       | 1    | Marrit Steenbergen | Países Baixos  | 52.29 | Q     |
| 7         | 1       | 6    | Torri Huske        | Estados Unidos | 52.48 | Q     |
| 8         | 2       | 6    | Marie Wattel       | França         | 52.59 | Q     |
| 9         | 2       | 2    | Michelle Coleman   | Suécia         | 52.64 |       |
| 10        | 1       | 3    | Freya Anderson     | Reino Unido    | 52.67 |       |
| 11        | 1       | 7    | Charlotte Bonnet   | França         | 53.06 |       |
| 12        | 2       | 8    | Rebecca Smith      | Canadá         | 53.22 |       |
| 13        | 1       | 8    | Cheng Yujie        | China          | 53.29 |       |
| 14        | 1       | 1    | Julie Kepp Jensen  | Dinamarca      | 53.30 |       |
| 15        | 1       | 2    | Zhu Menghui        | China          | 53.36 |       |
| 16        | 2       | 7    | Lucy Hope          | Reino Unido    | 53.41 |       |

### Final
A final foi realizada em 18 de dezembro.
| Colocação         | Raia | Nadadora           | Nacionalidade  | Tempo | Notas                 |
| ----------------- | ---- | ------------------ | -------------- | ----- | --------------------- |
| Medalha de ouro   | 5    | Siobhán Haughey    | Hong Kong      | 50.98 | Recorde do campeonato |
| Medalha de prata  | 4    | Sarah Sjöström     | Suécia         | 51.31 |                       |
| Medalha de bronze | 2    | Abbey Weitzeil     | Estados Unidos | 51.64 |                       |
| 4                 | 3    | Katarzyna Wasick   | Polónia        | 51.71 |                       |
| 5                 | 6    | Kayla Sanchez      | Canadá         | 51.86 |                       |
| 6                 | 1    | Torri Huske        | Estados Unidos | 51.93 |                       |
| 7                 | 8    | Marie Wattel       | França         | 52.37 |                       |
| 8                 | 7    | Marrit Steenbergen | Países Baixos  | 52.40 |                       |

Legenda
| Recorde mundial       | Recorde mundial (World record)               |                       | Recorde africano                      | Recorde africano (African) |                                           | Q | Classificado por posição (Qualified) |
| Recorde do campeonato | Recorde do campeonato (Championship record)  | Recorde da América    | Recorde da América (Americas)         | q                          | Classificado por melhor tempo (Qualified) |   |                                      |
| Melhor marca do ano   | Melhor marca do ano (World leading)          | Recorde asiático      | Recorde asiático (Asian)              | DNS                        | Não largou (Did not start)                |   |                                      |
| Recorde nacional      | Recorde nacional (National record)           | Recorde europeu       | Recorde europeu (European)            | DNF                        | Não terminou (Did not finish)             |   |                                      |
| Recorde pessoal       | Recorde pessoal do atleta (Personal best)    | Recorde da Oceania    | Recorde da Oceania (Oceania)          | DSQ / DQ                   | Desclassificado (Disqualified)            |   |                                      |
| Recorde da temporada  | Recorde da temporada do atleta (Season best) | Recorde sul-americano | Recorde sul-americano (South America) | NM                         | Sem marca (No mark)                       |   |                                      |